# Тихово (Старгардський повіт)
Тихово (пол. Tychowo) — село в Польщі, у гміні Старґард Старгардського повіту Західнопоморського воєводства.
Населення — 399 осіб (2011).
У 1975-1998 роках село належало до Щецинського воєводства.

## Демографія
Демографічна структура станом на 31 березня 2011 року:
|          | Загалом | Допрацездатний вік | Працездатний вік | Постпрацездатний вік |
| -------- | ------- | ------------------ | ---------------- | -------------------- |
| Чоловіки | 196     | 48                 | 140              | 8                    |
| Жінки    | 203     | 44                 | 124              | 35                   |
| Разом    | 399     | 92                 | 264              | 43                   |